# 니레기역
니레기역(일본어: 楡木駅)은 일본 도치기현 가누마시에 있는 도부 철도 닛코 선의 역이다. 역 번호는 TN 16이다.

## 역 구조
섬식 승강장 1면 2선의 지상역이다. 역사는 선로의 동쪽에 있고 아사쿠사의 방향과 연결되는 과선교가 있다. 역무원의 배치역에서 승차권은 역전 민가에서 판매하고 있다. 역전에는 니레기 역 개설 기념비가 건립되어 있다. 비문은 네즈카 이치로(초대)에 의한다.

### 승강장
| 번호 | 노선    | 방향 | 행선                                                                                      |
| ---- | ------- | ---- | ----------------------------------------------------------------------------------------- |
| 1    | 닛코 선 | 상행 | 신토치기・도부 도부쓰코엔・ 도부 스카이트리 라인 기타센주・도쿄 스카이트리・아사쿠사 방면 |
| 2    | 닛코 선 | 하행 | 시모이마이치・도부 닛코・ 기누가와 선 기누가와온센 방면                                   |

## 역 주변
- 니레기 우체국
- 가누마 72컨트리 클럽
- 국도 제293호선
- 국도 제352호선
- 도치기 현도 6호 우쓰노미야니레기 선
- 도치기 현도 127호 니레기 정차장선
- 구로 강
- 지바쇼조 기념관

## 역사
- 1929년 4월 1일: 영업 개시.
- 1973년 9월 1일: 역 무인화, 간이 위탁 개시.
- 2012년 3월 17일: TN 16의 역 번호 도입.

## 사진

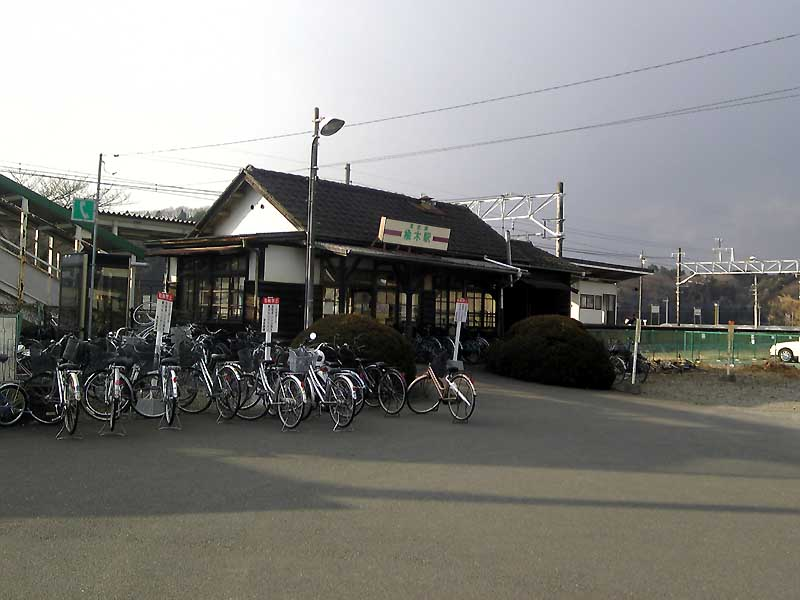
구역사 (2007년 1월)
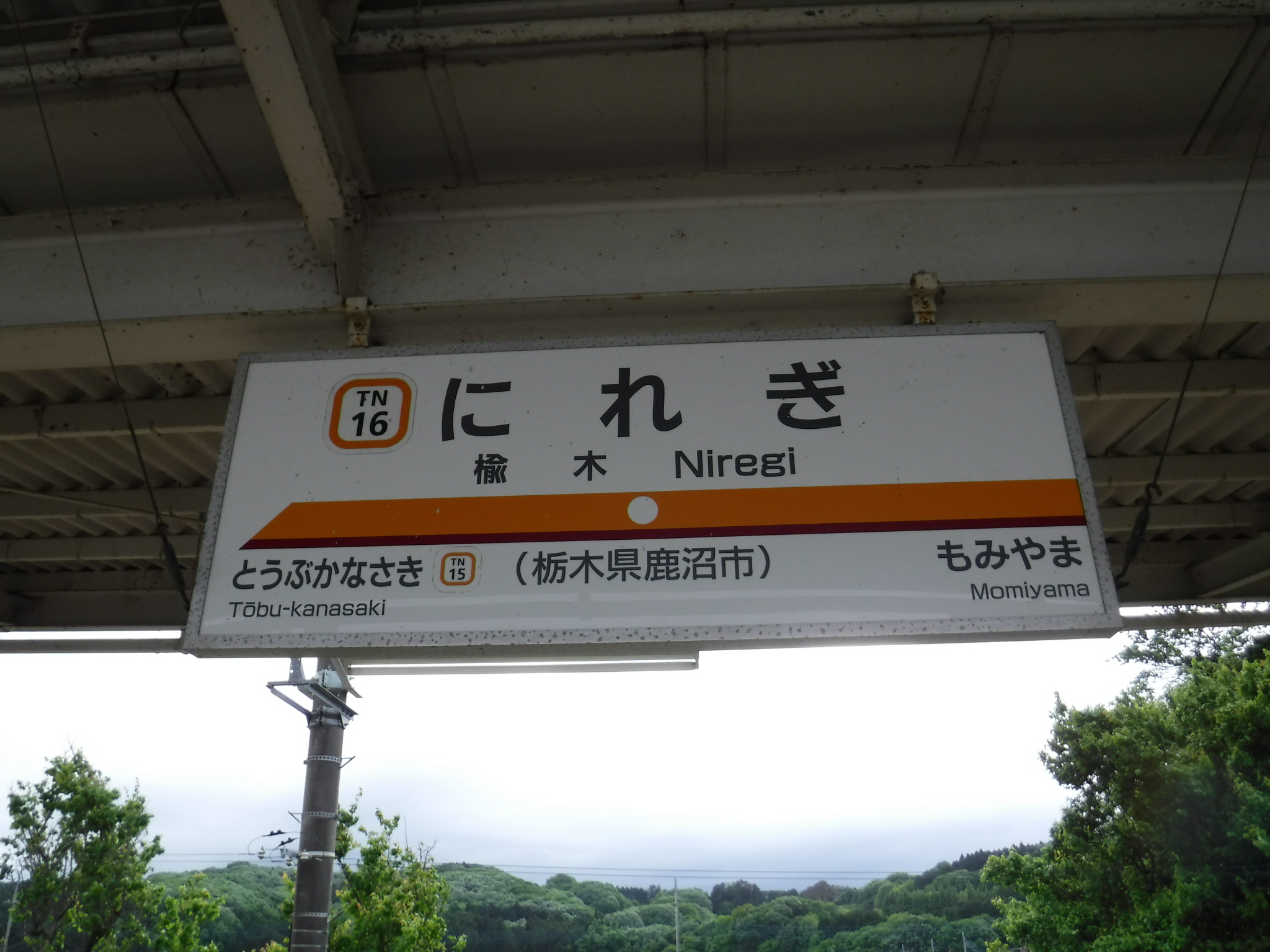
역명판 (2018년 5월)

## 인접역
| 도부 철도 닛코 선                        | 도부 철도 닛코 선  | 도부 철도 닛코 선             |
| ---------------------------------------- | ------------------ | ----------------------------- |
| TN 15 도부 가나사키 도부 도부쓰코엔 방면 | ■ 구간 급행 ■ 보통 | 모미야마 TN 17 도부 닛코 방면 |